# اگوا مانسا (کالیفرنیا)
اگوا مانسا، کالیفرنیا (به انگلیسی: Agua Mansa, California) یک شهر متروکه در ایالات متحده آمریکا است که در کالیفرنیا واقع شده‌است.

## خصوصیات
اگوا مانسا ۲۸۱٫۰۳ متر بالاتر از سطح دریا واقع شده‌است.